# Anti-Nowhere League
Gli Anti-Nowhere League sono un gruppo punk rock della Gran Bretagna formato nel 1980 dal cantante Animal (Nick Kulmer) e dal chitarrista Magoo (Chris Exall).

## Storia del gruppo
Il loro singolo di debutto Streets of London/So What, uscito nel novembre 1981, ebbe un buon successo (entrò nella top 30) ma nel febbraio del 1982 il gruppo venne denunciato a causa del testo della canzone sul lato B So What e il disco dovette essere ritirato dai negozi. Pochi mesi dopo uscì il loro primo album We Are...The League. Nel frattempo la band continuava a suonare in tour in Europa e USA, e come testimonianza rimane il Live in Jugoslavia uscito ad aprile del 1983, dopo alcuni problemi con la polizia jugoslava che voleva sequestrare il master originale. Nel 1983 la formazione si allargò con l'ingresso del secondo chitarrista Gilly. Dopo una manciata di altri singoli la band pubblicò nel 1987 il disco The Perfect Crime sotto il nome di The League e si sciolse, ma si riformò nel 1989 per quello che doveva essere l'ultimo concerto a Southborough, da cui venne registrato il disco Live & Loud!!!. Nonostante la poca organizzazione il concerto fu un successo e l'interesse verso il gruppo si ravvivò quando i Metallica proposero diverse volte dal vivo la cover di So What, registrandola anche nell'edizione giapponese del loro disco Metallica (1991) e Garage Inc. (1998). Nel 1996 uscì infatti il nuovo EP Pig Iron, contenente quattro brani. Attualmente la band ha suonato in diversi festival e ha pubblicato recentemente il disco The Road to Rampton.
Nel 2011, la band ha registrato il singolo "This Is War" con il relativo video, seguito da un tour con gli UK Subs a supporto dei Motörhead in una serie di date nel Regno Unito. Al Download Festival 2012, la band è apparsa sul palco del Pepsi Max ore prima che i Metallica riempissero il palco principale come headliner.
Durante gli ultimi mesi del 2015 iniziò la scrittura dell'album The Cage, il primo nuovo album in studio dai tempi di Rampton. Durante questo periodo, il batterista Dave 'Nato' Hazlewood lasciò la band. L'album The Cage ha visto un altro leggero cambiamento di direzione, con un suono più pesante e diretto. È stato pubblicato da Cleopatra Records nel 2016.
Il 2017 ha visto la band registrare e pubblicare una raccolta di cover reggae classiche con il titolo League Style, Loosen Up Vol I.

## Formazione

### Formazione attuale
- Animal (Nick Kulmer) - voce
- Johnny - chitarra
- Shady - basso
- Nato - batteria

### Originale
- Animal (Nick Kulmer) - voce
- Magoo (Chris Exall) - chitarra
- Winston - basso
- PJ - batteria

### Altri componenti
- Baggy Elvy - basso
- Bones - batteria
- Jon Jon - basso
- Gilly - chitarra

## Discografia

### Album in studio
- 1982 - We Are...The League
- 1987 - The Perfect Crime
- 1996 - Pig Iron
- 1997 - Scum
- 2000 - Out of Control
- 2005 - Kings and Queens
- 2007 - The Road to Rampton

### Live
- 1983 - Live in Yugoslavia
- 1985 - Long Live the League
- 1990 - Live & Loud!!
- 1996 - The Horse is Dead
- 2001 - Return to Yugoslavia
- 2002 - Live Animals

### Raccolte
- 1991 - Best of the Anti-Nowhere League
- 1995 - Anagram's Punk Collectors Series - Complete Singles Collection
- 1999 - Anti Nowhere League - Anthology
- 2000 - So What?